# Parage (cheval)
Pour les articles homonymes, voir Parage.
Le parage a pour but principal d'entretenir le sabot du cheval, en donnant au pied sa forme et sa longueur optimale.
Il existe plusieurs types de parage :
- le parage dit « classique »,
- le parage dit « au naturel »,
- le parage orthopédique,
- le parage en vue de ferrer.

## Méthodes de parage

### Le parage dit «Physiologique».
Le parage naturel se dit de la taille et de l’entretien de la boîte cornée du sabot du cheval. Le terme « naturel » s’oppose au traitement habituellement réservé au sabot ferré, qui lui est contre nature. Le but est d'avoir un cheval au travail pieds nus, c'est-à-dire sans fers. 
Quelques différences avec le parage classique sont visibles :
- on arrondit les bords de la paroi pour limiter la casse possible et permettre une bonne usure.
- on abaisse les talons si nécessaire, afin que l’équilibre antéro-postérieur du pied soit optimisé[1] [2].

La règle générale est de permettre au pied de s'user sans casser. Tous les chevaux peuvent être déferrés, néanmoins, le temps d'adaptation du cheval au terrain après déferrage varie selon la qualité des pieds de celui-ci, la qualité du parage, la fréquence de sorties… Le pied du cheval doit être paré tous les un à deux mois selon la saison : si ce n'est pas fait, cela peut entraîner des problèmes au niveau des tendons et articulations mais aussi de la troisième phalange et des tissus contenus dans le sabot. L'idéal est de passer un coup de râpe hebdomadaire sur les excédents de corne et les éclats.

### Sites internet
- « Accueil », sur podologue-equin.fr (consulté le 31 mars 2024)
- http://www.equinepodiatry.com/